# Філіпп Ландрі
Філі́пп Ландрі́ (фр. Philippe Landry) — франкоканадський драматург і актор, працює переважно в жанрі комедії. Живе в Оттаві. Його драма «Повернення до Прип'яті» (фр. «Retour a Prypiat»), присвячена «чорнобильському синдрому» колишнього ліквідатора відомої аварії, потрапила у список фіналістів Премії Рідо (театральної премії Національного столичного регіону Канади).

## Біографія
Навчався на театральному факультеті Оттавського університету; будучи студентом, грав у численних виставах на університетському кампусі, в тому числі — для широкої публіки.
Головне амплуа — актор-комік. Як такий грав у виставах «Пташина конференція» (фр. «La Conférence des oiseaux»), «Тюркаре» («Turcaret»), «Войцек» («Woyzeck»), «Друзі» («Les Amis», постановка театру Comédies des Deux-Rives), «Ківі» («Kiwi», постановка театру Théâtre Jeunesse en Tête), «Програти фарс» («Perdre la Farce»), «Воїни» («Les Guerriers»), «Пригоди Зозота» («Les Z'aventures de Zozote»), «Казки Місяця» («Contes de la Lune», постановка театру «Théâtre de Dehors»), «Лабораторія Ік Онкар» («Le laboratoire Ik Onkar», постановка театру «Théâtre la Catapulte»). Для багатьох з вищезгаданих вистав також розробив музичний супровід.
Також грав у франкоонтарійському телесеріалі «Половина на половину» (Moitié-Moitié) на телеканалі TFO.

## «Повернення до Прип'яті»
Філіпп Ландрі став відомим драматургом: його п'єсу «Повернення до Прип'яті», поставлену трупою Théâtre de Dehors у рамках оттавського Фестивалю альтернативного театру (Festival Fringe) 2011 р., номіновано на «Досягнення року» (Премія Рідо 2012); пізніше п'єсу представлено на франкоонтарійському театральному фестивалі «Живе листя» («Les Feuilles Vives»). Тема п'єси — психологічна травма колишнього ліквідатора Чорнобильської аварії, поступово стає відомою і в Україні.
Зараз Філіпп Ландрі пише другу редакцію п'єси «Повернення до Прип'яті» за участю квебекського драматурга Мішеля Уеллета (fr:Michel Ouellette).